# Trader Horn
Trader Horn (bra Mercador das Selvas) é um filme estadunidense de 1931, dos gêneros romance e aventura, dirigido por W. S. Van Dyke, com roteiro de Richard Schayer, Dale Van Every e John Thomas Neville baseado na biografia de Alfred Aloysius "Trader" Horn, escrita por ele e por Ethelreda Lewis.

## Produção
Clássico de aventuras, Trader Horn foi o primeiro filme sonoro e o primeiro não documental rodado na África.
As filmagens foram muito difíceis e duraram sete meses, ainda em 1929. Os acidentes foram inúmeros: um rinoceronte matou um garoto nativo e quase levou junto o consultor técnico W. V. D. Dickinson, enquanto outro membro da equipe caiu num rio e morreu nos dentes de um crocodilo. Edwina Booth contraiu malária (da qual nunca se recuperaria totalmente) e venceu um processo contra a MGM por perdas e danos.
Quando recebeu o material, o produtor Irving Thalberg percebeu que os milhares de metros de celuloide filmados formavam um todo sem sentido. Assim, além de regravar a maior parte dos diálogos, pois o som obtido in loco revelou-se largamente inútil, ele ordenou que várias cenas fossem refeitas no estúdio e adicionou outras, rodadas no México. A unidade que se deslocou a esse país foi acusada de deixar leões à beira da morte por inanição, para obter maior realismo em sequências de ataques a veados e hienas.
Tudo isso tomou quase todo o ano de 1930.
Apesar de todos os percalços, a persistência de Thalberg foi recompensada: Trader Horn revelou-se um tremendo sucesso de bilheteria e foi indicado ao Oscar de melhor filme.
Cenas não aproveitadas do filme ressurgiram em 1932, incorporadas pelo próprio Van Dyke em Tarzan the Ape Man, a primeira aventura do herói estrelada por Johnny Weissmuller.
Trader Horn ganhou uma versão erótica em 1970, com o título de Trader Hornee. Em 1973, a MGM refilmou a história, com Rod Taylor e Anne Heywood nos papéis principais.

## Sinopse
Trader Horn e Peru, respectivamente um explorador e um jovem inexperiente, ajudam a corajosa Senhora Edith Trent a resgatar sua filha Nina das garras de uma tribo selvagem na África misteriosa. O problema é que Nina, de prisioneira, passou a ser uma divindade cruel a quem todos devem obediência.

## Premiações
| Prêmio     | Categoria    | Situação |
| ---------- | ------------ | -------- |
| Oscar 1931 | Melhor filme | Indicado |

## Elenco
| Ator/Atriz     | Personagem  |
| -------------- | ----------- |
| Harry Carey    | Trader Horn |
| Edwina Booth   | Nina Trent  |
| Duncan Renaldo | Peru        |
| Mutia Omoolu   | Rencharo    |
| Olive Carey    | Edith Trent |